# A História Secreta dos Mongóis

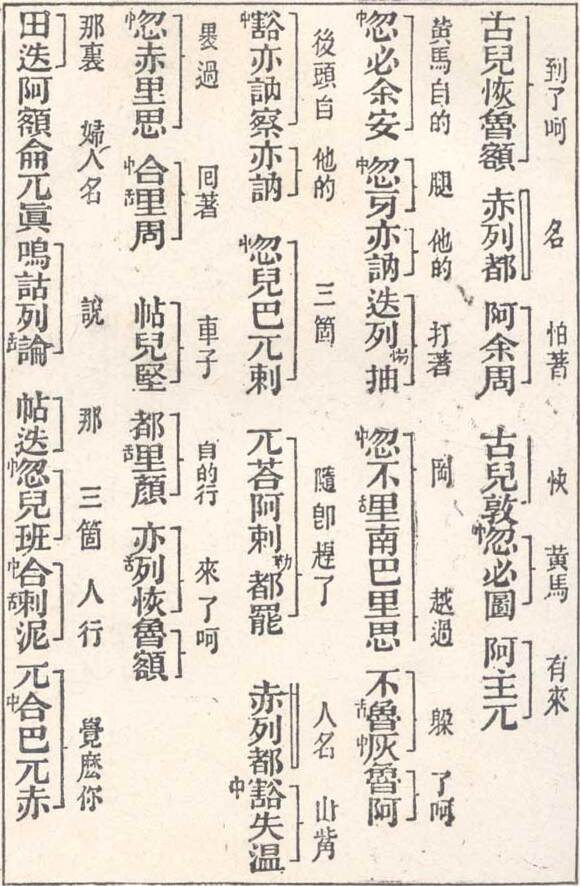
Leiaute de uma edição chinesa de 1908 de A História Secreta dos Mongóis. Texto mongol em transcrição chinesa, com um glossário à direita de cada linha

A História Secreta dos Mongóis  é a mais antiga obra literária sobrevivente na língua mongol. Foi escrito para a família real mongol algum tempo após a morte de Gêngis Cã (nascido Temujim) em 1227. O autor é anônimo e provavelmente originalmente escrito na escrita mongol, mas os textos sobreviventes todos derivam de transcrições ou traduções em caracteres chineses que datam do final do século XIV e foram compilados pela Dinastia Ming sob o título A História Secreta da Dinastia Iuã.
A História Secreta é considerada como o relato nativo mais significativo de Gêngis Cã. Linguisticamente, fornece a fonte mais rica de mongol pré-clássico e mongol médio. A História Secreta é considerada uma peça de literatura clássica na Mongólia e no resto do mundo.

## Conteúdo

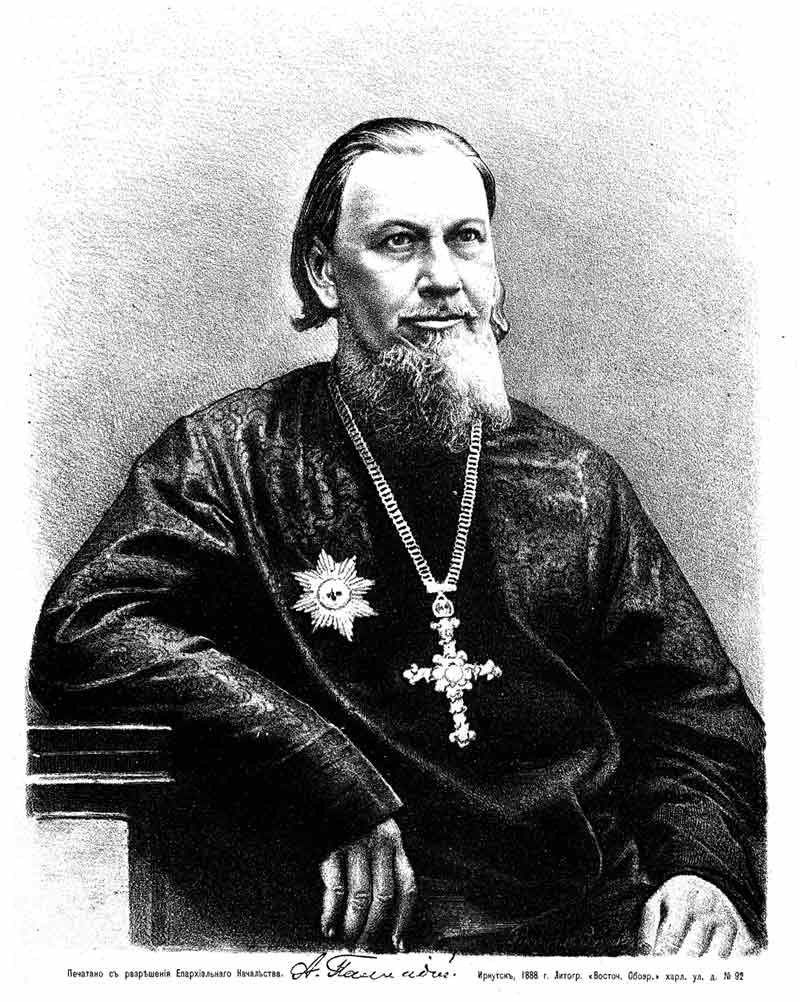
Palladiy Kafarov, um monge russo que foi o primeiro europeu a publicar "A História Secreta"

O trabalho começa com uma genealogia semimítica de Gêngis Cã (também chamado de Temujim). De acordo com a lenda, um lobo azul-acinzentado e uma corça em pousio geraram o primeiro mongol, chamado Batachicã. Onze gerações depois de Batachicã, uma viúva chamada Alã Gua foi abandonada por seus sogros e deixada com seus dois filhos Bugunutei e Belgunutei. Ela então deu à luz mais três filhos com um homem brilhante sobrenatural que entrou através do buraco de fumaça no topo da tenda. O mais novo dos três filhos divinos de Alã Gua foi Bodonchar Muncague, fundador do Borjiguim. A descrição da vida de Temujim começa com o sequestro de sua mãe, Hoelum, por seu pai Iesuguei. Em seguida, cobre o início da vida de Temujim após seu nascimento por volta de 1160; os tempos difíceis após o assassinato de seu pai; e os muitos conflitos contra ele, guerras e conspirações antes de ganhar o título de Gêngis Cã (Governante Universal) em 1206. As últimas partes do trabalho lidam com as campanhas de conquista de Genghis e seu terceiro filho Oguedai em toda a Eurásia; o texto termina com as reflexões de Oguedai sobre o que ele fez bem e o que ele fez de errado. Ele relata como o Império Mongol foi criado.
Contém 12 capítulos:
1. Origem e infância de Temujim.
2. A adolescência de Temujim.
3. Temujim destrói merquites e toma o título de Gêngis Cã.
4. Gêngis Cã luta contra Jamuca e taichiutes.
5. Gêngis Cã destrói os tártaros e se emaranha com Gêngis Cã.
6. Destruição de queraítas.
7. O destino de Ongue Cã.
8. Fuga de Cuchlugue e uma derrota de Jamuca.
9. Estabelecimento do império e da guarda imperial.
10. Conquista dos povos uigures e da floresta.
11. Conquista da dinastia Jin, Xia Ocidental, Pérsia, Bagdá e Rússia.
12. A morte de Temujim e o reinado de Oguedai.

## Valor
Os estudiosos da história da Mongólia consideram o texto extremamente importante pela riqueza de informações que contém sobre a etnografia, a língua, a literatura e os variados aspectos da cultura mongol. Em termos de seu valor para o campo dos estudos linguísticos, é considerado único entre os textos mongóis como um exemplo livre da influência do budismo predominante em textos posteriores. É especialmente valorizado por suas representações vívidas e realistas da vida tribal diária e da organização da civilização mongol nos séculos 12 e 13, complementando outras fontes primárias disponíveis nas línguas persa e chinesa.
Seu valor como uma fonte historicamente precisa é mais controverso: enquanto alguns especialistas, como René Grousset, avaliam-no positivamente a esse respeito também, outros, como Igor de Rachewiltz, acreditam que o valor da fonte reside principalmente em sua "descrição fiel da vida tribal mongol", e Arthur Waley até afirmou que a História Secreta "o valor histórico é quase nulo".

## Descoberta e traduções

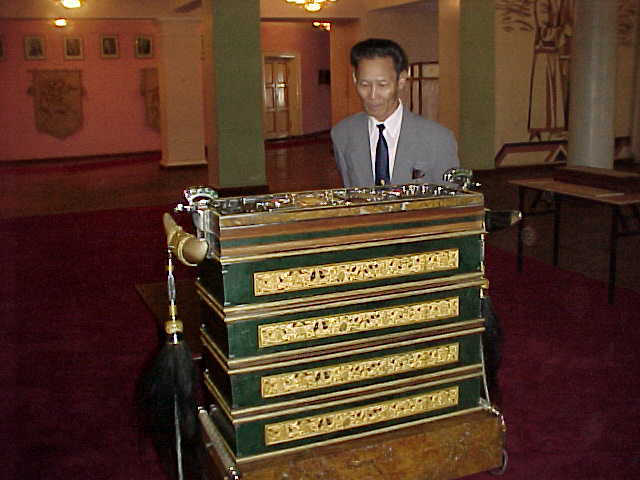
A História Secreta dos Mongóis no edifício do Governo em Ulaanbaatar, Prof. B. Sumiyabaatar

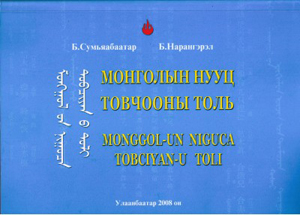
B. Sumiyabaatar (mong.), "O Dicionário da História Secreta da Mongólia: Mongol-Chinês, Dicionário Chinês-Mongol, "A- B", 290 p., 2010, ISBN 978-99962-842-1-2

As únicas cópias sobreviventes da obra são transcrições do texto mongol original com caracteres chineses, acompanhadas por um glossário (um pouco mais curto) em linha e uma tradução de cada seção para o chinês. Na China, o trabalho tinha sido bem conhecido como um texto para ensinar chinês a ler e escrever mongol durante a dinastia Ming, e a tradução chinesa foi usada em várias obras históricas, mas por volta de 1800, as cópias se tornaram muito raras.
Baavuday Tsend Gun (1875-1932) foi o primeiro estudioso mongol a transcrever A História Secreta dos Mongóis para o mongol moderno, em 1915-17. O primeiro a descobrir a História Secreta para o Ocidente e oferecer uma tradução do glossário chinês foi o sinólogo russo Palladiy Kafarov em 1866. As primeiras traduções do texto mongol reconstruído foram feitas pelo sinólogo alemão Erich Haenisch (edição do texto original reconstruído: 1937; da tradução: 1941, segunda edição 1948) e Paul Pelliot (ed. 1949). Tsendiin Damdinsüren traduziu a crônica para Khalkha Mongol em 1947. B. I. Pankratov publicou uma tradução para o russo em 1962.
Em 2004, o Governo da Mongólia decretou que a cópia de A História Secreta dos Mongóis coberta com placas de ouro deveria ser localizada na parte traseira do edifício do Governo.

### Citações
1. 1 2  «IOM RAS: Sinologica – Sinology at the St Petersburg Academy of Sciences». Sinologica.orientalstudies.ru. 17 de março de 2009. Consultado em 13 de outubro de 2013
2. ↑  Bela Kempf, Review (Acta Orientalia Vol. 59 No 4, 2006), p. 493.
3. ↑  Arthur., Waley (2002). The secret history of the Mongols : and other pieces. [S.l.]: House of Stratus. ISBN 1-84232-370-9. OCLC 47062433
4. ↑  «"Монголын нууц товчоо"-г мөнхөд эрхэмлэн дээдлэх тухай | Монгол Улсын Ерөнхийлөгч Цахиагийн Элбэгдорж». President.mn. 18 de fevereiro de 2004. Consultado em 13 de outubro de 2013